# Vecteur de base
Cet article court présente un sujet plus développé dans : Base (algèbre linéaire).
Dans un espace vectoriel, les vecteurs de base sont les vecteurs choisis pour constituer une base. Ils doivent être linéairement indépendants.
Ces vecteurs sont généralement numérotés, par exemple {\displaystyle e_{1},e_{2},\ldots ,e_{n}}. Dans un contexte géométrique (espace euclidien à deux ou trois dimensions) on peut aussi les nommer : {\displaystyle ({\vec {i}},{\vec {j}},{\vec {k}})}, {\displaystyle ({\vec {u}},{\vec {v}},{\vec {w}})}, etc.